# Dumbrava, Argeș
Dumbrava este un sat în comuna Bogați din județul Argeș, Muntenia, România.